# Picoclerus ater
Picoclerus ater là một loài bọ cánh cứng trong họ Cleridae. Loài này được Pic miêu tả khoa học năm 1926.